# Powiat de Poznań
Pour les articles homonymes, voir Poznań (homonymie).
Le powiat de Poznań (en polonais : powiat poznański) est un powiat appartenant à la voïvodie de Grande-Pologne dans le centre-ouest de la Pologne.
Elle est née le 1er janvier 1999, à la suite des réformes polonaises de gouvernement local passées en 1998. 
Le siège administratif du powiat est la ville de Poznań, bien qu'elle ne fasse pas partie du territoire du powiat (elle constitue une powiat-ville à elle seule). Le powiat possède 10 autres villes, Swarzędz, située à 11 kilomètres à l'est de Poznań, Luboń, située à 8 kilomètres au sud de Poznań, Mosina, située à 18 kilomètres au sud de Poznań, Murowana Goślina, située à 20 kilomètres au nord de Poznań, Puszczykowo, située à 14 kilomètres au sud de Poznań, Kostrzyn, située à 21 kilomètres à l'est de Poznań, Pobiedziska, située à 27 kilomètres au nord-est de Poznań, Kórnik, située à 22 kilomètres au sud-est de Poznań, Buk, située à 28 kilomètres à l'ouest de Poznań, et Stęszew, située à 21 kilomètres au sud-ouest de Poznań. 
Le district couvre une superficie de 1 889,95 kilomètres carrés. En 2012, sa population totale est de 344 752 habitants, avec une population pour la ville de Swarzędz de 29 894 habitants, pour la ville de Luboń de 26 935 habitants, pour la ville de Mosina de 12 150 habitants, pour la ville de Murowana Goślina de 10 140 habitants, pour la ville de Puszczykowo de 9 311 habitants, pour la ville de Kostrzyn de 8 539 habitants, pour la ville de Pobiedziska de 8 329 habitants, pour la ville de Kórnik de 6 981 habitants, pour la ville de Buk de 6 181 habitants, pour la ville de Stęszew de 5 339 habitants, et une population rurale de 209 309 habitants.

## Powiaty voisines
Le powiat de Poznań est bordée des powiaty de : 
- Oborniki et Wągrowiec au nord ;
- Gniezno et Września à l'est ;
- Środa Wielkopolska au sud-est ;
- Śrem et Kościan au sud ;
- Grodzisk Wielkopolski et Nowy Tomyśl à l'ouest ;
- Szamotuły au nord-ouest ;

## Division administrative

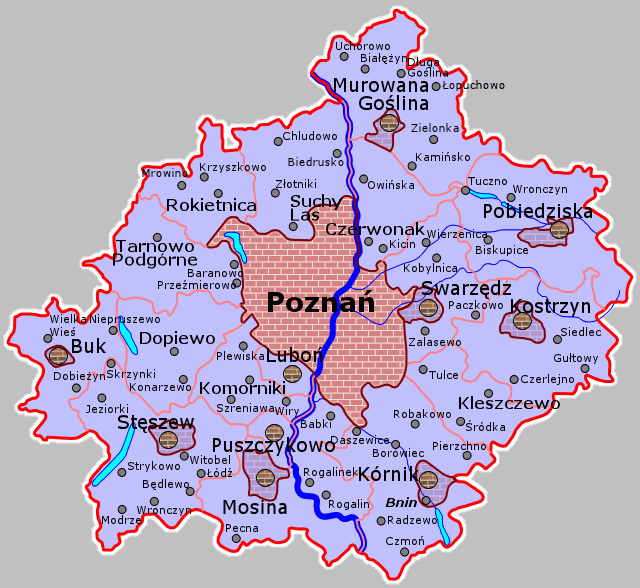
Carte du powiat.

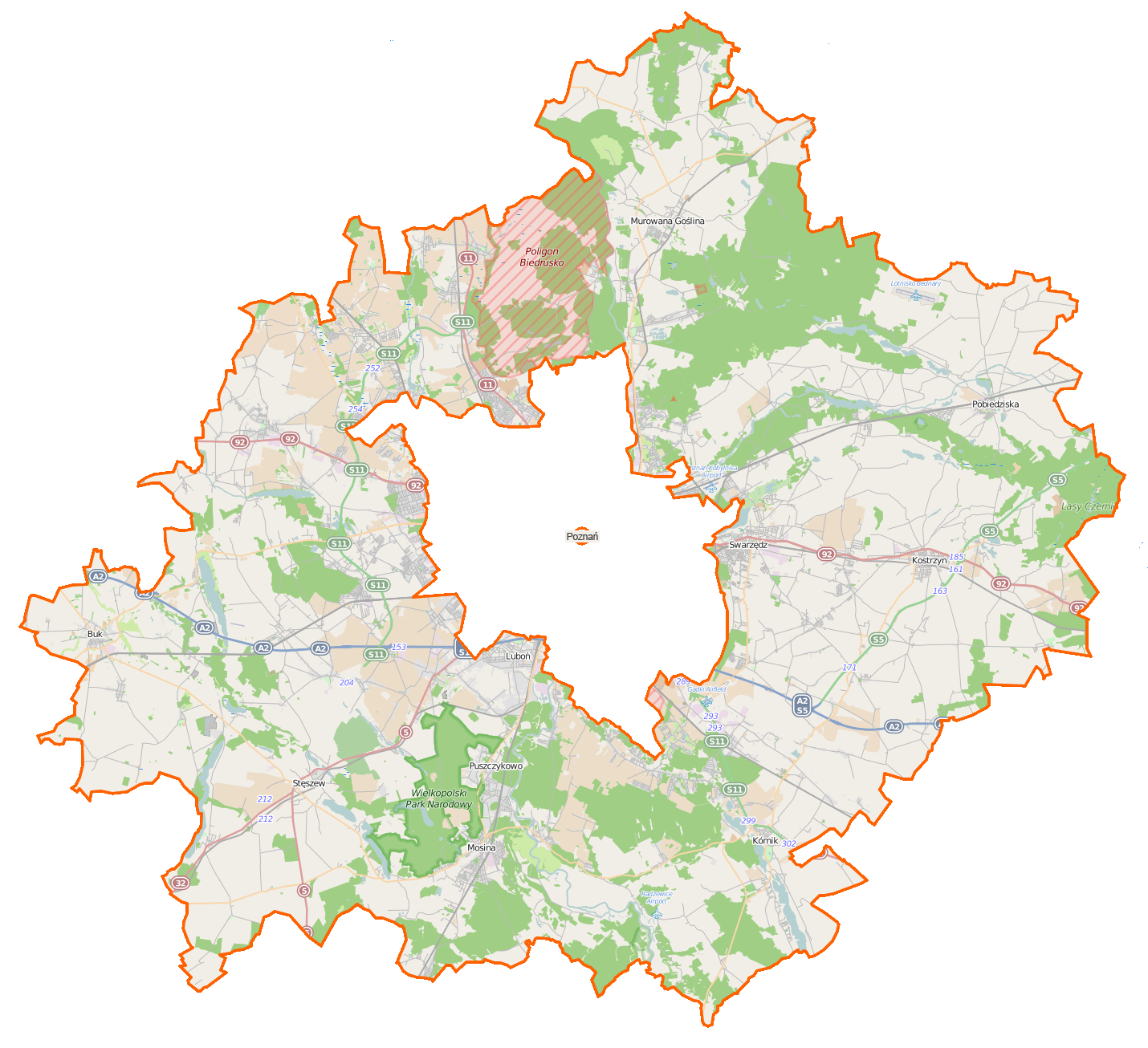
Plan du powiat.

Le powiat est divisé en 17 gminy (communes) :
| Gmina            | Type         | Superficie (km²) | Population (2006) | Siège            |
| Swarzędz         | urbain-rural | 102              | 40 499            | Swarzędz         |
| Luboń            | urbain       | 13,5             | 26 935            |                  |
| Mosina           | urbain-rural | 170,9            | 25 098            | Mosina           |
| Czerwonak        | rural        | 82,2             | 23 692            | Czerwonak        |
| Tarnowo Podgórne | rural        | 101,4            | 18 690            | Tarnowo Podgórne |
| Kórnik           | urbain-rural | 186,6            | 17 585            | Kórnik           |
| Pobiedziska      | urbain-rural | 189,3            | 16 382            | Pobiedziska      |
| Murowana Goślina | urbain-rural | 172,1            | 15 766            | Murowana Goślina |
| Kostrzyn         | urbain-rural | 154              | 15 456            | Kostrzyn         |
| Komorniki        | rural        | 66,6             | 14 353            | Komorniki        |
| Stęszew          | urbain-rural | 175,2            | 13 919            | Stęszew          |
| Dopiewo          | rural        | 108,1            | 13 889            | Dopiewo          |
| Suchy Las        | rural        | 116,6            | 13 219            | Suchy Las        |
| Buk              | urbain-rural | 90,3             | 11 917            | Buk              |
| Rokietnica       | rural        | 79,3             | 9 415             | Rokietnica       |
| Puszczykowo      | urbain       | 16,7             | 9 311             |                  |
| Kleszczewo       | rural        | 74,8             | 5 436             | Kleszczewo       |

## Histoire
De 1975 à 1998, les différents gminy du powiat actuelle appartenait administrativement à la voïvodie de Poznań.

La Powiat de Poznań est créée le 1er janvier 1999, à la suite des réformes polonaises de gouvernement local passées en 1998 et est rattachée à la voïvodie de Grande-Pologne.